# Prée-d'Anjou
Prée-d'Anjou è un comune francese di 1 435 abitanti situato nel dipartimento della Mayenne nella regione dei Paesi della Loira.

## Storia
È nato il 1º gennaio 2018 dalla fusione di Ampoigné e di Laigné.
Attualmente e fino alle nuove elezioni del 2020, i due sindaci dei rispettivi comuni sono sindaci delegati.

## Monumenti e luoghi d'interesse
- Chiesa di Saint-Martin-de-Vertou, a Laigné
- Chiesa di San Giovanni Battista, ad Ampoigné

## Amministrazione
| Periodo | Periodo | Primo cittadino | Partito | Carica           | Note |
| ------- | ------- | --------------- | ------- | ---------------- | ---- |
| 2018    | 2020    | Serge Guilaumé  |         | Sindaco delegato |      |